# Lira israelí
La lira israelí (en hebreo: לִירָה יִשְׂרְאֵלִית‎, Lira Yisr'elit, plural: Lirot Yisr'eliyot, לִירוֹת יִשׂרְאְלִיּוֹת) o libra de Israel fue la moneda circulante de uso común en el Estado de Israel durante el período 9 de junio de 1952 al 23 de febrero de 1980, cuando fue reemplazada por el shekel antiguo israelí. Su símbolo era «I£». La lira israelí fue reemplazada por la libra de Palestina y estuvo relacionada con la libra esterlina. Fue reemplazada por el shekel el 24 de febrero de 1980, con una equivalencia de 1 shekel = 10 libras israelíes, el cual a su vez fue reemplazado por el nuevo shekel en 1985.
Hasta 1952, el nombre usado en los billetes del Banco Anglo-Palestino fue libra palestina, y en hebreo: לירה א"י‎ (lira E.Y. abreviado, lira Eretz-Yisraelit). En (en árabe: جنيه فلسطيني‎), era el nombre que se le daba (traducido como junayh filisţīnī). En 1952, el Banco Anglo-Palestino cambió su nombre a Bank Leumi Le-Yisrael (Banco Nacional de Israel) y el nombre de la divisa pasó a ser lira yisraelit (en hebreo: לירה ישראלית‎), junayh isrāīlī en árabe, y de libra israelí en español.
A partir de 1955, tras la fundación del Banco de Israel, el cual asume las obligaciones de todo banco central, como la impresión y acuñación de monedas y billetes, al tomar su rol solo les daba nombres en hebreo junto al símbolo de «I£».

## Historia

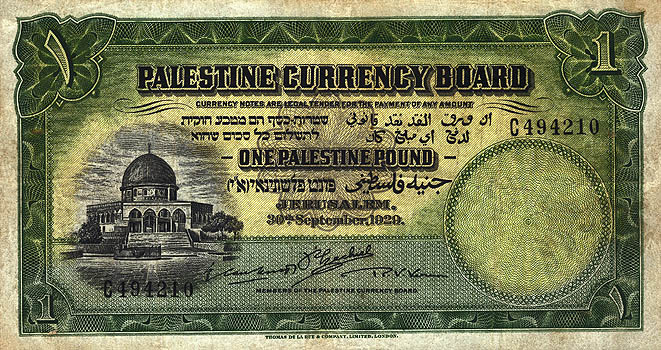
Billete de una libra palestina, datado en 1929.

Tras la fundación del estado judío en Palestina, y la posterior introducción de la lira israelí, la divisa del Mandato Británico de Palestina e Israel pasó a ser la libra palestina entre 1927 y agosto de 1948.
El Mandato Británico de Palestina, que administró los territorios que actualmente son Israel, la ciudad de Jerusalén, Cisjordania, la zona de Gaza y Transjordania hasta 15 de mayo de 1948, usaron la libra palestina, una moneda circulante igual en valor y ligada a la libra del Reino Unido, la cual a su vez se dividía en 1000 Mils. Los billetes en circulación eran impresos por el Consejo Monetario de Palestina, sujeto al control del Secretario de Estado para las Colonias del gobierno Británico.
Israel heredó durante un breve periodo la moneda, la cual sería prontamente reemplazado por el nuevo cono monetario del nuevo estado, impresos a su vez por el Banco Anglo-Palestino con sede en Londres, y que detallaba caracteres del movimiento sionista. Las nuevas monedas eran las primeras en llevar el nombre del nuevo estado, mientras que los billetes decían "Banco Anglo-Palestino Limitada" (en inglés: The Anglo-Palestine Bank Limited). Mientras que las primeras monedas acuñadas por Israel aún portaban el nombre de "mil", la siguiente generación decía en Hebreo prutah (en hebreo: פרוטה‎). Una segunda serie de billetes sería lanzada tras el cambio de sede del "Banco Anglo-Palestino" a su actual sede de Tel Aviv , y cuando hace su cambio al actual (en hebreo: בנק לאומי‎, "Banco Nacional"). La adhesión a la libra esterlina fue abolida el 1 de enero de 1954, y en 1960, la subdivisión de la libra sería cambiada de 1000 prutot a 100 agorot (en hebreo: אגורות‎), en singular: ágora (en hebreo: אגורה‎).
Durante la década de 1960, se abre un debate sobre el uso de nombres no hebreos para la moneda israelí, resultando una nueva norma que obliga al emisor, en nombre del Ministro de Finanzas, a cambiar el diseño y el nombre de la divisa (libra) por un nombre hebreo, el sheqel (en hebreo: שקל‎). Esta misma disposición legal faculta al ministro a decidir si era conveniente hacer este cambio en el momento. La ley que promulgó dicha facultad no sería efectiva hasta el 1 de febrero de 1980, cuando el gobierno israelí decide realizar el cambio de su sistema monetario, lo cual sucede con la introducción del sheqel a una tasa de 1 sheqel = 10 lirot.

## Monedas
Las primeras monedas acuñadas por Israel fueron 25.000 piezas de aluminio, fechadas entre 1948 y 1949, las cuales fueron puestas en circulación en 1949, antes de la adopción de la denominación de pruta en vez de la de mils. Posteriormente, en 1949, las monedas fueron cambiadas tras la aceptación de la pruta: 1, 5, 10, 25, 50, 100 y de 250 pruta. Estas monedas fueron ideadas, en parte, por el diseñador gráfico israelí Otte Wallish.
En 1960, las monedas fueron redenominadas, siendo ahora la unidad fraccionaria el ágora. Se acuñaron piezas para las denominaciones de 1, 5, 10 y 25 agorot. En 1963, las monedas para las denominaciones de 1/2 y 1 libras fueron introducidas, seguida por la de 5 libras (lirot) en 1978.

## Billetes

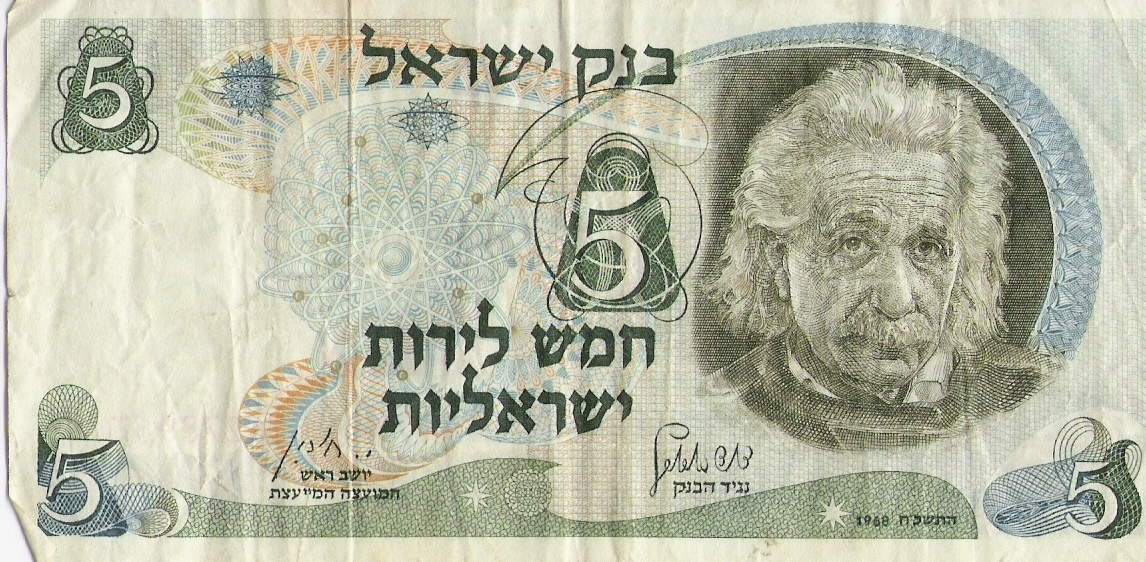
Un billete de 5 libras de 1968, donde se retrata al científico Albert Einstein.

En 1948, por decisión gubernamental, se decide emitir billetes fraccionarios para 50 y 100 mils. El Banco Anglo-Palestino a su vez imprime billetes de 500 mils, 1, 5, 10 y 50 libras (lirot) entre 1948 y 1951. En 1952, sale a circulación una segunda serie de papel moneda con billetes fraccionarios de 50 y 100 prutah, siendo añadido el de 250 prutah en 1953. A su vez, en 1952 el "Bank Leumi Le-Israel" tomó el control de la emisión del papel moneda e imprimió las mismas denominaciones que el Banco Anglo-Palestino, excepto que el billete de 500 mils sería reemplazado por el de 500 prutah.
El Banco de Israel empieza la producción de billetes en 1955, y de ahí en adelante reemplazará la denominación mils por prutah con nuevos diseños para los billetes de 500 prutah, 1, 5, 10 y 50 libras (lirot). En 1968, el billete de 100 libras (lirot) sería introducido, siendo seguido por el de 500 libras en 1975.

## Características para no videntes
En una tercera serie de billetes, impresa en el periodo de 1973 y 1975, se añadieron elementos para permitir que los no-videntes pudieran  identificar los billetes al tacto. Una serie de puntos: tres puntos en el billete de 1 lira y en el de 5 liras, dos puntos en el de 10 liras y un punto en el de 50 liras (sin puntos en el de 100 liras y una barra larga sobre la cual había tres puntos en el de 500 liras).